# Dariusz Dobkowski
Dariusz Dobkowski (ur. 1963) – polski aktor.
W 1988 ukończył studia na Wydziale Aktorskim Państwowej Wyższej Szkoły Teatralnej w Warszawie. Od  1987 (z przerwami) jest aktorem Teatru Współczesnego w Warszawie.

## Filmografia
- 1985: Kronika wypadków miłosnych – Engel
- 1988: Mistrz i Małgorzata
- 1989: Lawa – Lokaj na balu u Senatora
- 1997: Klan – nauczyciel informatyki w LVI Liceum Ogólnokształcącym im. Tetmajera
- 1998: 13 posterunek – Pierre Dzący (odc. 14)
- 2000: 13 posterunek 2 - Pierre Dzący (odc. 27, 42)
- 2001: Marszałek Piłsudski – żołnierz odpowiadający na pytania Piłsudskiego w czasie nocnego odpoczynku (odc. 6)
- 2001: Przeprowadzki – Guziłło, członek komisji odbiorczej
- 2002: Plebania – policjant w Komendzie Wojewódzkiej w Lublinie (odc. 218, 220)
- 2003: Bao-Bab, czyli zielono mi – kierowca generała (odc. 1)
- 2004: Kryminalni – Tomasz Szlaka „okularnik” (odc. 1)
- 2007: Determinator – aspirant Prusak
- 2007: Ekipa – poseł PBC
- 2008: Pitbull – lekarz (odc. 25)
- 2009: Enen – mężczyzna
- 2016: Ojciec Mateusz (odc. 212)